# Die Stimmen der heroischen Toten

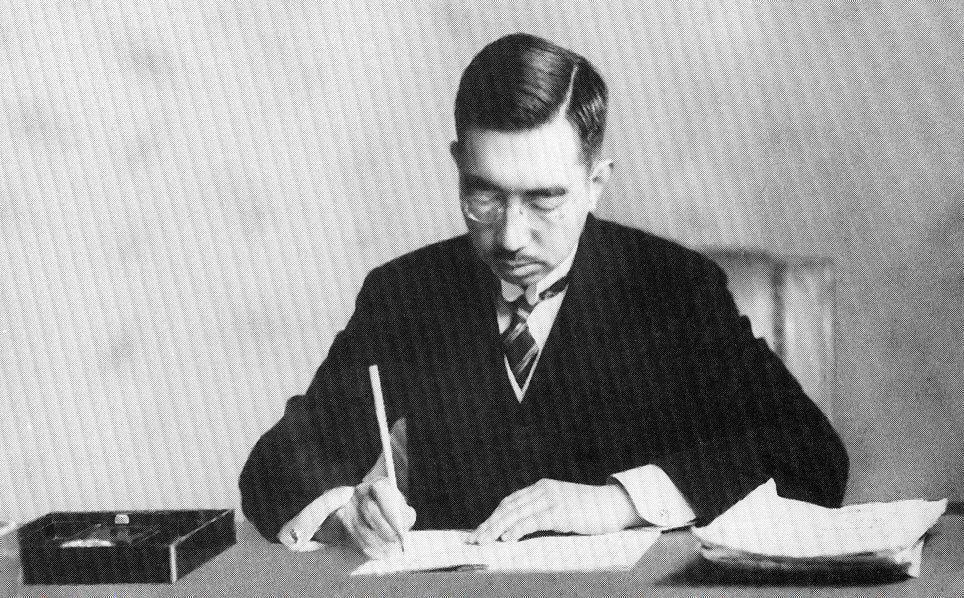
Tennō Hirohito beim Unterzeichnen der umstrittenen Nachkriegsverfassung, 1946. Im selben Jahr entsagte er in seiner Neujahrsansprache seiner Göttlichkeit und inspirierte Mishima damit zum Schreiben der Kurzgeschichte Die Stimmen der heroischen Toten. Die Kurzgeschichte ist eine der wenigen direkten Kritiken am Kaiser.

Die Stimmen der heroischen Toten (japanisch 英霊の聲, Eirei no Koe) ist eine am 30. Juni 1966 veröffentlichte Kurzgeschichte des japanischen Schriftstellers Yukio Mishima.
Der Text folgt den Seelen eines jungen Offiziers, der nach dem gescheiterten Februarputsch durch ein Erschießungskommando hingerichtet wird, und eines Kamikaze-Fliegers. Beide haben im Namen des Tennō Hirohito ihr Leben gelassen und verfluchen deshalb seine Neujahrsrede, in der er seiner und damit stellvertretend der Heiligkeit aller Tennōs entsagte. Die Geschichte endet mit dem Gedicht Der Kaiser ist ein Mensch geworden, bestehend aus zwei Strophen mit je sechs Zeilen.
Die Stimmen der heroischen Toten wurde durch das Gefängnistagebuch des Jungoffiziers Asaichi Isobe und Überlieferungen der Verwandtschaft des Piloten Tsukasa Kono inspiriert. Ersterer wurde wegen seiner Beteiligung am Februarputsch exekutiert und Zweiterer wurde vom Himmel geschossen. Mishima positionierte sich durch die Schrift zum ersten Mal öffentlich gegen den Tennō und wurde infolgedessen Opfer von Todesdrohungen durch rechtsextreme Gruppierungen. Sie sollte die Basis für seinen späteren kritischen Essay Verteidigung einer Kultur darstellen.
1999 wurde in Archiven die Langfassung von Der Kaiser ist ein Mensch geworden gefunden – bestehend aus sieben Strophen mit je sechs Zeilen – und folgend im „Yukio Mishima Literary Museum“ ausgestellt.
Zusammen mit Patriotismus und Zehntageschrysanthemen ist Die Stimmen der heroischen Toten Teil der sogenannten Februarputsch-Trilogie.

## Handlung
In dem Buch wird das Medium Shigeo Kawasaki von den Geistern eines erschossenen Offiziers des Februarputsches und eines Kamikaze-Piloten vom Pazifikkrieg heimgesucht und verflucht.
Sie wiederholen den Satz „Warum ist der Kaiser ein Mensch geworden?“, einen Vorwurf gegen Hirohito. Die „verratenen Geister“ trauern und ärgern sich über die Taten des Kaisers: zum einen sein Verhalten um den Februarputsch, als er die Soldaten hinrichten ließ, obwohl sie in seinem Namen gehandelt haben. Zum anderen seine Neujahrsanrede 1946, in der er klarstellte, kein Heiliger zu sein, wodurch die Meiji-Verfassung – nach der der Kaiser „das heilige Symbol des Staates und des Volkes“ sei – ihre Legitimität verlor und gegen die Nachkriegsverfassung ausgetauscht werden konnte.

„In dieser grausamen Welt, in der niemand hinter ihm stand außer einer Handvoll Berater, ertrug ihre Majestät alle Härten des Lebens und doch war er nur ein Mensch.

Nur zwei Mal in der Geschichte der Meiji-Zeit musste er ein Gott sein. Nur zwei Mal hätte die menschliche Gestalt Amaterasus seiner Pflicht nachgehen müssen, für das Volk ein Gott zu sein.

Und genau bei diesen beiden Gelegenheiten, als die Gottheit ihrer Majestät am meisten gebraucht war, hat er sich ihr entsagt.“

Die Geschichte endet mit dem Tod von Shigeo Kawasaki, der der Groll der mächtigen Geister innewurde. Sein Gesicht verwandelte sich in das Gesicht eines anderen, „nicht das Gesicht Kawasakis.“
Es ertönt das Lied Der Kaiser ist ein Mensch geworden.

## Aufbau
In Anlehnung an das klassische Nō-Theater ist die Kurzgeschichte in zwei Akte mit je drei Szenen aufgeteilt:

### Erster Akt
1. Einführung (Erscheinen der Waki)
2. Bruchstadium (Erscheinen des Shite)
3. Tragische Endphase (Beendung des Aktes mit einem Lied)

### Zweiter Akt
1. Einführung (Waki singen)
2. Bruchstadium (Shite stirbt)
3. Tragische Endphase (Klagen über das Leid bei Asura, Endlied)

## Einordnungen

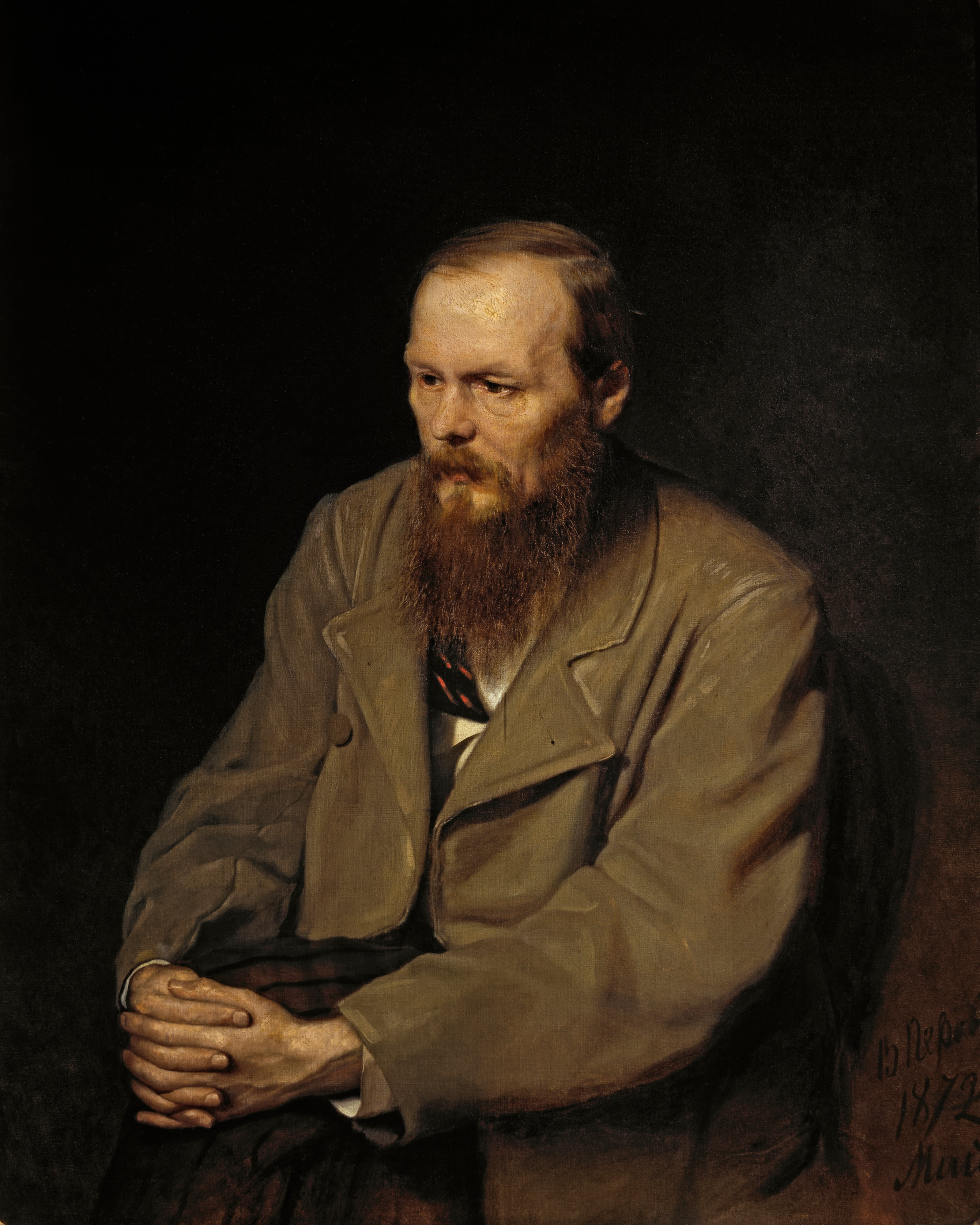
Fjodor Dostojewski, mutmaßliche Inspiration der Erzählung.

Der Historiker Hashikawa Bunzō erkannte in Die Stimmen der heroischen Toten den Einfluss von Fjodor Dostojewski wieder. Die Kurzgeschichte sei eine Kritik am modernen japanischen Volk und denen, die kein Verständnis für die Empörung der gefallenen Soldaten haben:

„Mishima denkt weiter darüber nach, was der Kaiser für das japanische Volk bedeutet, was Krieg und Tod unter der Vergötterung des Kaisers bedeuten und vor allem, was es bedeutet, ein Japaner zu sein, der weiterlebt, nachdem der Kaiser Mensch geworden ist. Es ist ein Werk der Empörung, eine Kritik an der modernen japanischen Zivilisation.“

Jakuchō Setouchi schrieb Mishima nach Erscheinen der Geschichte einen Brief, in dem sie ihn fragte, ob es sich beim „Gesicht eines Anderen“ um das Gesicht des Kaisers handelte. Mishima antwortete: „In den letzten Zeilen ist ein Schlüssel versteckt und deine scharfen Augen haben ihn gefunden.“ Nirihiro Kato argumentiert, dass Mishima durch Die Stimmen der heroischen Toten begründen will, dass „alle Japaner demselben Ideal folgen würden, wenn sie frei von Vorurteilen und westlichen Einflüssen wären.“ Durch die Geschichte demonstrierte er folglich, „wie ein unbefleckter Japaner denkt.“ Auch deshalb wird am Ende das Gesicht des Mediums Kawasaki ab dem Moment, wo er „durch seinen Tod zu seinem natürlichen Zustand zurückkehrt“, zu „dem des Kaisers.“ Als Japaner war es immer sein „innerer Kern“, den Kaiser zu ehren, doch zu Lebzeiten hatte er dies aufgrund des zunehmenden Drucks von außerhalb verdrängt. Er fügt noch hinzu:

„Es ist unethisch, wenn ein "Mensch" seine Untertanen in den Krieg schickt, um für ihn zu sterben und danach seine "Maske" lüftet und behauptet, er sei kein Gott. Er trägt ab hier eine Mitschuld für die Toten, denn er hat sie unter einer Maskerade und unter Betrug dazu gebracht, für ihn zu sterben. Er nutzte seine Privilegien als Gott für seine Zwecke und kaum hat sich die Vorkriegs- in eine Nachkriegswelt geändert, lebt er in dieser unbekümmert, während tausende Familien ihre Kinder betrauern müssen.“

Keiji Shimauchi vergleicht Die Stimmen der Toten mit dem Nō-Stück Aoi no Ue – welches Mishima 1956 in Form von Die Dame Aoi adaptierte. Und erkannte dadurch auch eine politische Warnung in der Geschichte:

„Die Tatenokai wurde unter anderem gegründet, um den unstillbaren Zorn der gefallenen Helden auf sich zu nehmen. Das Japan der Nachkriegszeit ist eine Welt, in der Geld und materielles Glück wichtiger geworden sind als Spiritualität. Die Krieger haben keine Unterstützung mehr aus der Bevölkerung. Ihre Tode waren folglich umsonst. Dadurch kann sich ihr Zorn gegen den Kaiser selbst richten. Deshalb starb auch Kawasaki anstelle des tatsächlichen Kaisers.“

## Hintergrund
In seiner Schreibnotiz merkte Mishima an, dass er sich intensiv mit den „Gedanken beschäftigte, die die gefallenen Helden des Februarputsches getröstet haben“; hierzu las er auch das persönliche Tagebuch eines gefallenen Offiziers, Asaichi Isobe. Als er die Trauer und „gebrochenen Geister“ der Soldaten feststellte, fühlte er sich verpflichtet, als einer der ersten Asiaten die Menschlichkeitserklärung des Kaisers aufzugreifen:

„Die Regierungszeit Meijis wurde durch die Niederlage in zwei Hälften geteilt und als jemand, der beide miterlebt hat, verspürte ich das Bedürfnis, den gewandelten Volksgeist niederzuschreiben.

Ich sehe einige Rechte, die die neue Verfassung als kritischen Punkt erachten, und auch wenn ich mit vielem aus der Verfassung nicht übereinstimme, hätte Japan auch unter ihr funktioniert, wenn der Kaiser sich nicht seiner Menschlichkeit entledigt hätte.“

Kono Kotobuki, älterer Bruder des gefallenen Offiziers Kono Hisashi, besuchte Mishima in seiner Ferienwohnung in Magome und diskutierte mit ihm über die Gründe für das Scheitern des Februarputsches. Mishima stimmte überein, dass die Soldaten in Würde gestorben wären, wenn ihnen in den letzten Momenten ihres Lebens ein Gesandter des Kaisers gesendet worden wäre. Kono fragte Mishima, ob die Soldaten mit dem Ausruf „Lang lebe der Kaiser!“ auch dann gestorben wären, wenn sie von der Menschlichkeitserklärung gewusst hätten und dieser entgegnete: „Vielleicht, vielleicht auch nicht. Ich glaube aber, dass diese Männer den Ausruf für einen Kaiser tätigten, den sie für einen Gott hielten.“

## Rezensionen

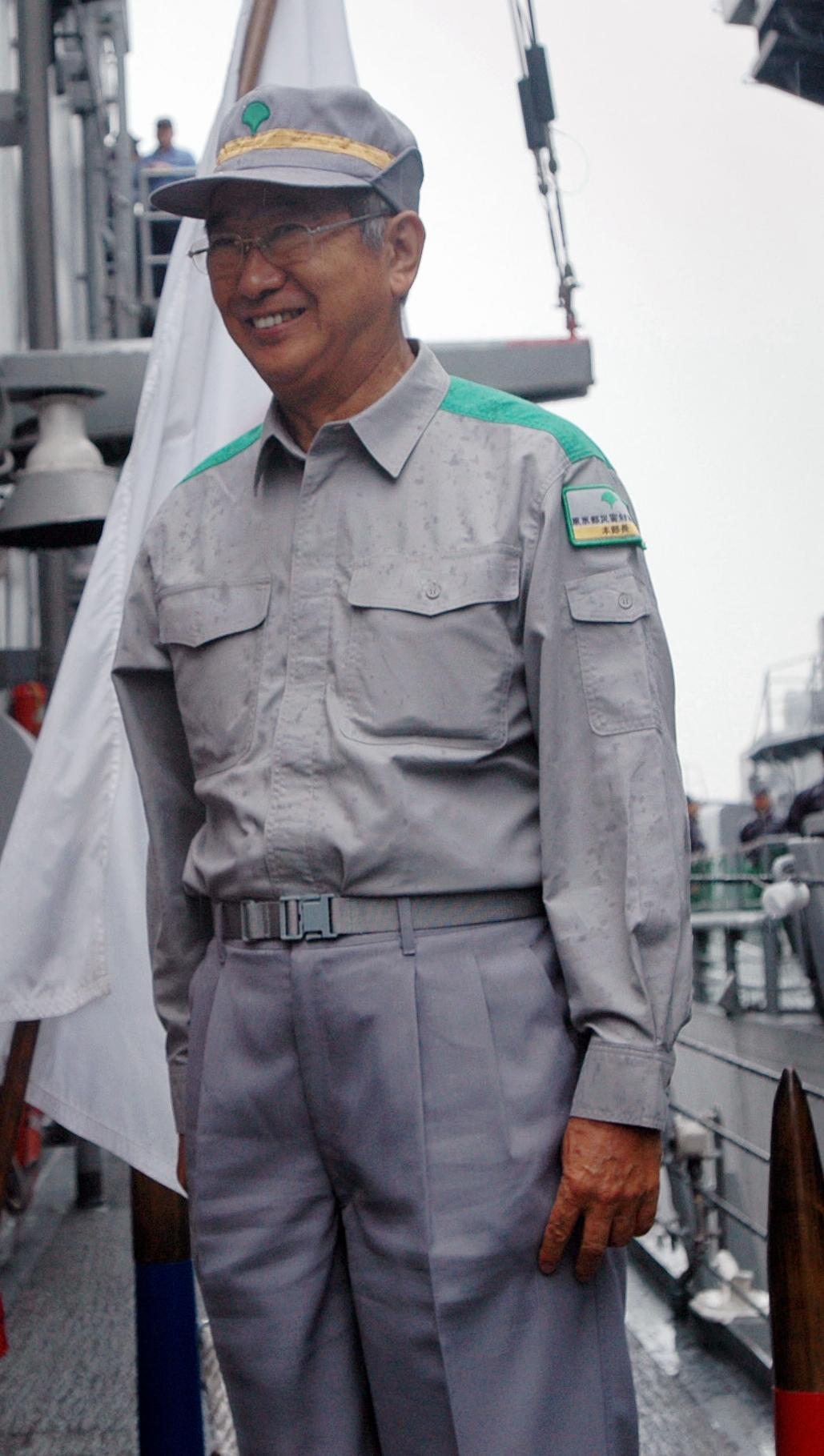
Shintarō Ishihara bezeichnete Mishimas Kurzgeschichte als „geschichtsrevisionistisch“.

Die Bewertung von Die Stimmen der heroischen Toten fiel gemischt aus und obwohl die Kurzgeschichte ein kommerzieller Erfolg wurde, wurde sie von den meisten Literaturmagazinen ignoriert. Konsens besteht insoweit, als Mishima mit der Geschichte eine „Todessünde“ beging, indem er den Tennō attackierte. Von einigen Rezensenten wurde der Mut, Kritik am Kaiser zu äußern, zwar positiv erwähnt, nur in wenigen Wertungen wurde aber aktive, volle Zustimmung erteilt.
Hanada Kiyoteru würdigte das Werk als rechte Kritik am Kaiser, vermerkte aber negativ, dass sich die Erzählung trotz des ernsten Themas wie ein „Witz“ liest. Jun Etō bemängelte es als „ideologisch“ und „obszön.“ Shintarō Ishihara, späterer Abgeordneter, vermerkte, Mishimas Methodik, die „Weltlichkeit“ abzulehnen, verleugne die Realität und sei geschichtsrevisionistisch.
Okuno Takeo und Takeshi Muramatsu legten sich das Ziel auf, Mishimas Absichten mit einem gewissen Maß an Verständnis entgegenzukommen, und argumentierten, dass die „Wiederherstellung“ des japanischen Geistes im Grunde ein schöner Gedanke ist, wenngleich utopisch.
Takao Aeba lobte die Arbeit, da die „Seelen der Soldaten“ getröstet werden und ihre „Ehre wiederhergestellt“ werden müsse. Norihiro Kato bezeichnete Die Stimmen der heroischen Toten als „eines der wichtigsten Werke“ und sagte „Ich bin froh, dass es im Nachkriegsjapan noch Männer wie Mishima gibt.“ Er sah die in der Geschichte vermittelten Werte als essentiell an, um „die verrohten Werte des modernen Japaners zu retten.“
Yamamoto Kenkichi, der seinerseits die Nachkriegsdemokratie als „abstoßende Vulgarität“ und „Heuchelei“ bezeichnete, lobte das Werk und bemerkte, dass die Gefühle und Taten der Byakkotai (junge Samurai, die den Boshin-Krieg bestritten) „bewundernswerter“ waren als die des „modernen Japaners, der die gefallenen Soldaten vom Februarputsch nicht ehrt“:

„Wenn der Kaiser einmal auf seine Göttlichkeit verzichtet hat, ist diese für immer weg. Das Volk kann ihn nicht wieder göttlich machen. Dass Mishima diese Unmöglichkeit erkannte und wagte, darüber zu schreiben, zeigt wie verzweifelt die aktuelle Situation ist.

Die Sorglosigkeit der Intellektuellen, die meinen, die hinterlassene Leere mit dem Amulett der Demokratie zu füllen, muss Mishima frustrieren.“